# Derek F. Abel
Derek F. Abel, ameriški aeronavtični inženir in manager, * 1938.
Najbolj je znan kot ustanovitelj in predavatelj na European School of Management and Technology.

## Priznanja

### Odlikovanja in nagrade
Leta 2000 je prejel častni znak svobode Republike Slovenije z naslednjo utemeljitvijo: »za zasluge pri usposabljanju in izobraževanju slovenskih managerjev«.